# Bittersweet Memories
«Bittersweet Memories» (укр. Гірко-солодкі спогади) — третій сингл валлійського металкор-гурту Bullet for My Valentine з їх третього альбому, що має назву «Fever». Продюсером виступив Дон Гілмор.

## Про сингл
Сингл вийшов 14 грудня 2010. Композиція стилістично нагадує рок-баладу (хоча не відповідає деяким її критеріям). Трохи раніше, 25 листопада того ж року, на цю пісню вийшло музичне відео, режисером якого став Шейн Дейві.

У інтерв'ю для Noisecreep команда так говорила про цю композицію:
«Bittersweet Memories» — це класична пісня Bullet for My Valentine про розрив відносин. […] Ви знаєте, коли переживаєте всі хворобливі спогади, але в той же час ви, чорт забирай, щасливі, що ви тепер одні, і ви відчуваєте себе краще, оскільки тепер можете рухатися далі у своєму житті? Я думаю, цю пісню було обрано як сингл, оскільки це найближче, що ми маємо до великої балади на нашому альбомі, і це чудово звучить на радіо!

## Критика
Пісня «Bittersweet Memories» сподобалася критикам набагато менше, ніж інші треки з альбому. ВВС класифікували її як пісню «[…] з текстами дитячого відчаю та жалюгідного бажання, найслабший трек альбому».  Або PopMatters, яким також не сподобалася композиція, вважають її «[…] абсолютно жахливою, що має більше спільного з My Chemical Romance, ніж будь-який інший трек групи».  Однак, ця пісня стала однією з найпопулярніших на AllMusic.

## Список композицій
| #                        | Назва                            | Тривалість |
| ------------------------ | -------------------------------- | ---------- |
| 1.                       | «Bittersweet Memories»           | 5:09       |
| 2.                       | «The Last Fight» (наживо на XFM) | 4:18       |
| Загальна тривалість 9:27 |                                  |            |

## Позиції у чартах
| Чарти (2010—2011)                           | Найвища позиція |
| ------------------------------------------- | --------------- |
| UK Rock and Metal (Official Charts Company) | 7               |
| US Mainstream Rock (Billboard)              | 21              |
| US Hot Rock & Alternative Songs (Billboard) | 50              |
| US Rock Airplay (Billboard)                 | 50              |

## Учасники запису
Інформація про учасників запису запозичена з сайту AllMusic:
- Меттью Так — вокал, ритм-гітара
- Майкл Педжет — гітара, беквокал
- Джейсон Джеймс — бас-гітара, вокал
- Майкл Томас — барабани